# 러셀 웡
러셀 웡(Russell Wong, 1963년 3월 1일 ~ )은 미국의 배우이다.

## 출연 작품
- 로미오 머스트 다이
- 클리포드 더 빅 레드 독 - 유의 아버지 역